# Costanza di Béarn
Costanza di Béarn, anche in spagnolo, francese Constance, catalano e occitano Constança (tra il 1245 e il 1255 – 26 aprile 1310), fu Suo jure Viscontessa di Marsan dal 1273 fino alla sua morte e titolare del contado di Bigorre che non ebbe mai, tra il 1283 e il 1298.
Costanza si sposò tre volte, contraendo unioni nelle case reali di Castiglia, Aragona ed Inghilterra, ed i conti di Ginevra.

## Origine
Costanza, secondo la La Vasconie. Tables Généalogiques, era la figlia primogenita del Visconte di Béarn, Gastone VII e della Contessa di Bigorre e viscontessa di Marsan, Mathe di Matha, figlia della Contessa de Bigorre, Petronilla e del suo quinto marito, Bosone di Matha († 1247), signore di Cognac, come viene confermato dal documentato n° I del Procès pour la possession du comté de Bigorre (1254-1503).

Ancora secondo la La Vasconie. Tables Généalogiques, Gastone VII di Béarn era figlio del signore di Moncada e Visconte di Béarn, Guglielmo II e della moglie, Garsenda di Provenza, figlia del conte di Provenza, Alfonso II e della moglie, l'erede della contea di Forcalquier, Garsenda di Sabran, figlia del Signore di Caylar e d'Ansouis, Raniero († dopo il 1209) appartenente alla famiglia de Sabran e di Garsenda di Forcalquier ( - prima del 1193), l'unica figlia del Conte di Forcalquier, Guglielmo IV d'Urgell e di Adelaide di Bezieres, di cui non si conoscono gli ascendenti.

## Biografia
Constance nacque in data imprecisata fra il 1245 e il 1255 ed ebbe altre tre sorelle minori, Margherita, Guglielma e Mathe di Béarn. Tutte e tre le sorelle nacquero nel decennio in cui si suppone sia nata Costanza.

### I tre brevi matrimoni
Quando era ancora giovane Costanza andò a Calatayud dove il 23 maggio 1260 sposò Alfonso d'Aragona, figlio primogenito ed erede di Giacomo I d'Aragona, il matrimonio fu brevissimo giacché lo sposo morì in quello stesso anno, senza aver lasciato discendenza, come viene confermato dal capitolo LX degli Anales de la Corona de Aragon. Compuestos por Geronymo Çurita, Volume 1.

Nel 1269 Costanza venne fidanzata a Manuele di Castiglia, figlio di Ferdinando III di Castiglia, la sua prima moglie Costanza d'Aragona (1240-1269), che era stata sua cognata tramite il suo primo matrimonio, era morta da poco e Manuele stava cercando di riammogliarsi. Un contratto matrimoniale venne siglato a Siviglia nel quale anche il fratello di Manuele, Alfonso, venne fidanzato alla sorella di Costanza Guglielma, ma tali nozze non ebbero mai luogo. 

Quello stesso anno un altro matrimonio venne programmato fra Costanza ed Enrico di Cornovaglia, figlio di Riccardo di Cornovaglia, Re dei Romani, nipote (zio) del Re Enrico III d'Inghilterra e nipote (nonno) di Giovanni d'Inghilterra; il Veterum scriptorum et monumentorum historicorum, dogmaticorum, Volume 1 riporta il contratto di matrimonio, le Chronicles of the reigns of Edward I. and Edward II. 1, Annales Londonienses riportano il matrimonio, che si tenne al Castello di Windsor il 5 maggio 1269, ma anche queste furono brevi, nel giro di poco tempo Enrico la ripudiò ed egli stesso morì nel 1271, come riportano ancora le Chronicles of the reigns of Edward I. and Edward II. 1, Annales Londonienses.

L'ultimo matrimonio Costanza lo contrasse nel 1279 col conte di Ginevra, Aimone II (morto 1280), figlio del conte di Ginevra, Rodolfo; tale matrimonio venne organizzato dalla sua matrigna Beatrice di Savoia. Il documento n° 1162 del Regeste genevois riporta di una lettera del re d'Inghilterra, Edoardo I, che consiglia Costanza di accondiscendere al matrimonio con Aimone II, definito cugino dallo stesso Edoardo I, mentre il documento n° 1263 sempre del Regeste genevois riporta il contratto di matrimonio, redatto a Parigi, tra Aimone II e Costanza. Costanza fu sfortunata ancora una volta, l'anno dopo rimase vedova, per la terza volta.

Costanza non aveva dato figli a nessuno dei tre mariti.

### Le contese sull'eredità
Quando sua madre Martha venne a mancare all'incirca nel 1273, Costanza era divenuta Viscontessa di Marsan; ma attraverso la madre ella aveva anche dei diritti sul contado di Bigorre, che era stato ereditato dal cugino, Eschivat, che in un primo tempo aveva, nel 1258, aveva nominato suo erede, il suo prozio, il conte di Leicester, Simone V di Montfort, come da documenti n° IV, V, VI e VII del Procès pour la possession du comté de Bigorre (1254-1503). Alla morte del conte Simone V di Montfort, nel 1265 la moglie, Eleonora, vedi documento n° VIII, ed il figlio, Simone V di Montfort, vedi documento n° IX, cedettero la successione nella Bigorre al re di Navarra Enrico I.

Eschivat de Chabanais, nel 1276, inoltre aveva donato metà della contea alla sorellastra, Matilde di Courtenay, come da documento n° X del Procès pour la possession du comté de Bigorre (1254-1503).

Prima di morire, Eschivat de Chabanais, nel 1283, come conferma il libro primo della storia della Turenna, aveva nominato erede la sorella Laura di Chabanais, viscontessa consorte di Turenna, che avrebbe dovuto dividere la contea con la sorellastra, Matilde di Courtenay.
Dopo la morte di Eschivat de Chabanais, nel 1283, suo padre, Gastone VII, reclamando la contea per Costanza, invase la Bigorre († 1310), come da lettera del primo settembre 1283, riportata nella Histoire de la Gascogne depuis les temps les plus reculés jusqu'à nos jours. Tome 6.

Vi furono numerose vertenze accompagnate anche da fatti d'arme, sino a che la regina di Navarra, Giovanna I, nel 1297, impose un arbitrato, come da documento n° XII del Procès pour la possession du comté de Bigorre (1254-1503), che portò, nel 1298, alla divisione della contea tra Laura e Matilde, come da documento n° XIII del Procès pour la possession du comté de Bigorre (1254-1503), che escluse Costanza dalla successione.
Infine, nel 1302, il marito di Giovanna I, Filippo I, che era anche re di Francia (Filippo IV il Bello) acquisì la contea al regno di Navarra, come da documenti n° XIV, XV e XVI del Procès pour la possession du comté de Bigorre (1254-1503).
Nel 1322, infine, il re di Navarra Carlo I, essendo anche re di Francia (Carlo IV il Bello), riunificò le due corone, per cui la contea di Bigorre venne annessa al regno di Francia, rimanendo alla corona francese fino al 1425 quando fu investito del titolo di Conte di Bigorre, Giovanni I di Foix-Grailly, discendente dei Moncada, per linea femminile, da Marguerite, una delle sorelle di Costanza.
Costanza morì il 26 aprile 1310 e il titolo di Viscontessa di Marsan venne ereditato dalla sorella Margherita di Montcada.

### Fonti primarie
- (LA)  (FR)  Procès pour la possession du comté de Bigorre (1254-1503).
- (LA)  Histoire de la Gascogne depuis les temps les plus reculés jusqu'à nos jours. Tome 6.
- (LA)  Chronicles of the reigns of Edward I. and Edward II. 1, Annales Londonienses.
- (ES)  Anales de la Corona de Aragon. Compuestos por Geronymo Çurita, Volume 1
- (LA)  Veterum scriptorum et monumentorum historicorum, dogmaticorum, Volume 1.
- (FR)  Regeste genevois, ou Répertoire chronologique et analytique des documents imprimés relatifs à l'histoire de la ville et du diocèse de Genève.

### Letteratura storiografica
- (FR)  LA VASCONIE.
- (FR)  Histoire générale des Alpes Maritimes ou Cottiènes par Marcellin Fornier, Continuation, Tome I.